# نرکین تساقکاوان
نرکین تساقکاوان (به ارمنی: Ներքին Ծաղկավան) یک روستا در ارمنستان است، که در استان تاووش واقع شده‌است.  در  کیلومتری شمال ایجوان، مرکز استان تاووش واقع شده است.

## خصوصیات
نرکین تساقکاوان ۵۳۲ نفر جمعیت دارد و در ارتفاع  متر بالاتر از سطح دریا قرار گرفته است.